# Philocheras monacanthus
Philocheras monacanthus is een garnalensoort uit de familie van de Crangonidae. De wetenschappelijke naam van de soort is voor het eerst geldig gepubliceerd in 1961 door Holthuis.